# Al-Dżudajda
Al-Dżudajda (arab. الجديدة) – wieś w Syrii, w muhafazie Aleppo. W 2004 roku liczyła 63 mieszkańców.